# Червоні сорочки (Італія)
Червоні сорочки ( італ. Camicie Rosse Camicie Rosse), або червоні куртки ( італ. Giubbe Rosse Giubbe Rosse), - назва, яка була дана добровольцям, які слідували за Джузеппе Гарібальді в Південній Італії під час його Експедиції Тисячі, але іноді поширювалося на інші його кампанії. Назва пішла від кольору їх сорочок або вільних облягаючих блузок, (повна уніформа з кітелем була не по кишені італійським патріотам). 

## Історія
Червоні сорочки використовувались Джузеппе Гарібальді як символ його добровольців, уніформа патріотів Італії, що боролися проти Австрійської імперії і Папської області за об'єднання роздрібнених італійських держав в одну, під Савойською короною. За однією з версій під час свого вигнання, Гарібальді брав участь в військових діях в Уругваї, де в 1843 році він, спочатку, використовував червоні сорочки із запасу, призначеного для працівників бойні в Буенос-Айресі. Пізніше він був у відставці в Нью-Йорку. Обидва місця були заявлені як місце можливого народження гарібальдійськоїчервоної сорочки. 

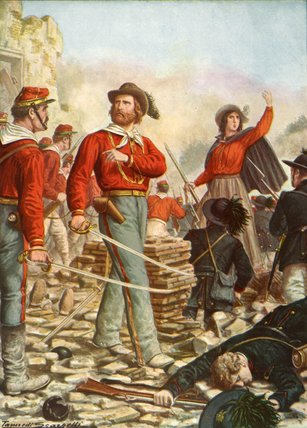
Джузеппе Гарібальді в червоній сорочці. Ілюстрація до «Історії Італії» Паоло Джудіці (1929-1932 роки).

Формування його Добровольчої армії в Уругваї, його майстерність у техніці ведення партизанської війни, його опозиція імператору Бразилії і аргентинським територіальним амбіціям, (що сприймалос лібералами  як імперіалістичні), а також його перемоги в битвах при Серро і Сант-Антоніо в 1846 році, які забезпечили незалежність Уругваю, зробили Гарібальді і його послідовників героями для революціонерів Італії та Європи. Гарібальді пізніше був проголошений як «Gran Chico Fornido»за свої заслуги. 
В Уругваї, закликавши італійців з Монтевідео, Гарібальді сформував в 1843 році італійський легіон. У більш пізні роки стверджувалося, що в Уругваї легіон спочатку носив червоні сорочки, пов'язані з «Тисячею» Гарібальді, які, як говорили, були отримані з заводу в Монтевідео, який мав намір експортувати їх на бойні Аргентини. Червоні сорочки, які носили аргентинські м'ясники в 1840-х роках, були не задокументовані, проте, і знаменита camicie rosse не з`явилася під час бойових дій Гарібальді в Римі в 1849-50 роках . 
Пізніше, після провалу кампанії за Рим, Гарібальді провів кілька років, (з 1850 по 1853 роки), разом з італійським патріотом і винахідником телефонного зв'язку Антоніо Меуччі, в скромному готичному каркасному будинку, (тепер позначеному як пам'ятка Нью-Йорка), на Стейтен-Айленді, Нью-Йорк, перш ніж відправитися назад в Італію в 1853 році . Тепер на Стейтен-Айленді знаходиться музей Гарібальді-Меуччі. 
У Нью-Йорку, в епоху до Громадянської війни, конкуруючі компанії добровольців-пожежних здобули повагу у робітничого класу міста, оскільки міські пожежі в той час, були поширеним явищем. Добровольчі пожежні роти відрізнялися деталями своєї уніформи, але всі вони носили червону фланелеву сорочку - своєрідний символ вогню. Коли Гарібальді повернувся в Італію після свого перебування в Нью-Йорку, червоні сорочки вперше з'явилися серед його послідовників. 

Гарібальді залишався місцевим героєм серед європейських і перш за все італійських іммігрантів в Нью-Йорку. Так звана «Гвардія Гарібальді» ( 39-а добровольча армія штату Нью-Йорк ) брала участь в Громадянській війні в США в 1861-65 роках. Як частину їх уніформи, вони також носили червоні вовняні «сорочки Гарібальді». Газета The New York Tribune оцінила їх так: 
Офіцери гвардії - це люди, котрі обіймали важливі посади в угорських, італійських і німецьких революційних арміях. Багато з них служили в сардінській і французькій арміях в Криму і в Алжирі."
 Жіноча мода, на сорочки Гарібальді, була розпочата в 1860 році імператрицею Євгенією де Монтіхо, і стиль blousy залишався популярним протягом декількох років, в кінцевому підсумку перетворившись у вікторіанську сорочку талії і сучасну жіночу блузку. У Росії в другій половині XIX століття увійшли в моду жіночі блузки червоного кольору - гарібальдійкі . 
Син Джузеппе Гарібальді, Річчіотті Гарібальді, пізніше очолив добровольчі загони червоної сорочки, які боролися разом з грецькою армією в Греко-турецькій війні 1897 року і Першій Балканській війні 1912-13 років . 

## Вплив на інших
Червоні сорочки надихнули Муссоліні на створення фашистських чорносорочечників (MVSN), уніформа яких не могла бути червоною з огляду на те, що вже на той час цей колір став міцно асоціюватися з комуністами, їх ідеологічними ворогами. Однак ними був використаний чорний колір, як колір Ардіті — елітного підрозділу італійської армії, який кристувався великою повагою в самій Італії. Нацисти Адольфа Гітлера також перейняли єдину уніформу, яка ідрізнялася особливим кольором сорочок — коричневим, вона була відмінною ознакою штурмовиків ( SA ). Ідея використання «корпоративних» кольорів уніформи, пізніше, знайшла застосування і в інших вкрай націоналістичних воєнізованих організаціях в світі: Квазіфашистські Ірландські синьосороченники Еоіна О'Даффі або іспанські фалангісти . 
Однак, незважаючи на те, що сам Гарібальді і його прихильники були по-суті представниками італійського національно-визвольного руху і несли ідеологію «Великої і Єдиної Італії», вони не вважаються широко визнаними протофашистами. Англійський футбольний клуб Ноттінгем Форест з гордістю носить червоні сорочки Гарібальді з моменту їх створення в 1865 році. Сьогодні червоні сорочки це символ лівого політичного руху в Таїланді, також в червоній сорочці з'являвся на публіці і колишній президент Венесуели Уго Чавес . 